# Zimkhitha Nyoka
Zimkhitha Nyoka (sinh ngày 6 tháng 10,) là một nữ diễn viên người Nam Phi được biết đến với vai diễn trong phim Vaya (2016) của Akin Omotoso. Trước đây cô đã diễn trong Mutual Friends của Norman Maake. Cô được đề cử giải thưởng Học viện điện ảnh châu Phi cho nữ diễn viên chính xuất sắc nhất cho vai diễn trong phim.
Năm 2016, cô đóng "Olwethu" trong loạt phim truyền hình Nam Phi, Gold Diggers. Suy nghĩ về vai diễn của cô trong phim, Nyoka thấy rằng cô cũng có những trải nghiệm tương tự khi đi nhập học. Cô nhấn mạnh sự cần thiết của chính phủ để làm cho giáo dục có giá phải chăng hơn  Trong các phim opera xà phòng địa phương khác, cô đã đóng các vai bao gồm "Anathi" ở Isithembiso, "Badanile Nqoloba" trong Mutual Friends (2014) và "Nash" ở Ngempela.
Năm 2010, Nyoka tốt nghiệp Học viện nghệ thuật Lady Grey, với bằng loại giỏi. Sau đó, cô tiếp tục đến Đại học Johannesburg để học văn bằng Khoa học. Trong khi học Zimkhitha là một phần của trung tâm nghệ thuật UJ nơi cô đã đóng Juliet trong Romeo và Juliet unplugged, nhảy các điệu nhảy của Tristian Jacobs và nhiều người khác sáng tác. Sau đó, cô bỏ học khi có được vai chính đầu tiên trên truyền hình Badanile Trên những người bạn chung của SABC 1.
Nyoka đã hát phần nhạc kịch và nhóm acapella khi còn học đại học. Cô đổ lỗi cho nỗ lực học hành yếu kém về các môn Hóa sinh và Thực vật học vì các phim cô đóng và vì xã hội mà cô là một phần của Varsity.
Năm 2016, Nyoka tiết lộ cha mẹ cô rất ủng hộ sự nghiệp của mình, mặc dù lớn lên, cô là một sinh viên khoa học cho đến năm lớp 10 khi cô chuyển đến một trường kịch nghệ. Trong một bài đăng trên instagram, cô tiết lộ rằng nam diễn viên Generations (phim truyền hình Nam Phi), Jaftha Mamabolo là thần tượng của cô trong ngành giải trí.